# Norwalk (Connecticut)
Norwalk é uma cidade localizada no estado americano de Connecticut, no Condado de Fairfield.

## Demografia
Segundo o censo americano de 2000, a sua população era de 82.951 habitantes.
Em 2006, foi estimada uma população de 84.187, um aumento de 1236 (1.5%).

## Geografia
De acordo com o United States Census Bureau tem uma área de 94,1 km², dos quais 59,1 km² cobertos por terra e 35,0 km² cobertos por água.

## Localidades na vizinhança
O diagrama seguinte representa as localidades num raio de 24 km ao redor de Norwalk.